# الصليب الحقيقي

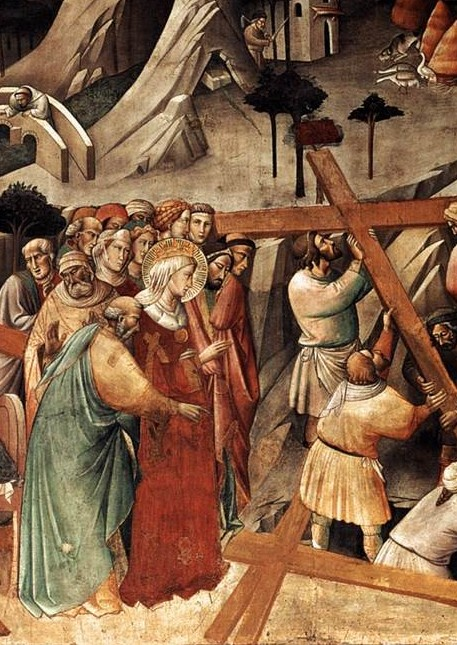
لوحة (العثور على الصليب الحقيقي) للرسام اغنولو جادي، فلورنسا، 1380

الصليب الحقيقي هو اسم لبعض القطع الخشبية التي (وفقا للمعتقدات المسيحية) يعتقد أنها تعود إلى الصليب الذي صلب عليه يسوع. وفقًا لمؤرخي عصر ما بعد نيقية مثل سقراط القسطنطيني، سافرت الإمبراطورة هيلانة (والدة الإمبراطور قسطنطين وأول إمبراطور مسيحي لروما) إلى الأراضي المقدسة في عام 326-328، لتأسيس الكنائس وإغاثة الفقراء. زعم المؤرخان جيلاسيوس القيصري (المتوفى عام 395) وروفينوس (344 / 45-411) أنها اكتشفت مخبأً فيه ثلاثة صلبان يعتقد أنها استخدمت في صلب يسوع واللصين الذان صلبا معه وهما القديس ديسماس (اللص التائب) وغيستاس. كان هناك علامة على أحد الصلبان تحمل اسم يسوع، لكن هيلانة لم تكن متأكدة، ولتحديد أي الصليب هو الصليب الحقيقي، أمر البطريرك مكاريوس بأن يوضع على كل صليب رجل ميت يُحمل إلى قبره. وعندما وُضع جسد الميت على صليب المسيح، عاد إلى الحياة على الفور.
وبعد رؤية قيامة الميت، تأكد أنه تم العثور على الصليب المحيي. وبفرح عظيم رفعت الإمبراطورة هيلانة والبطريرك مكاريوس الصليب المحيي وعرضاهُ على الشعب كلّهُ.
تمتلك العديد من الكنائس بقايا مجزأة يُزعم أنها تعود إلى الصليب الحقيقي. في حين أن غالبية المؤمنين من الروم الكاثوليك والأرثوذكس يعترفون بها على أنها قطع أصلية من صليب المسيح، فإن أصالتها موضع خلاف من قبل المسيحيين الآخرين وخاصة البروتستانت. في عام 2016، قام العلماء في جامعة أكسفورد بإجراء اختبار الكربون المشع على قطعة محفوظة في كاتدرائية ووترفورد ووجدوا أنها تعود إلى القرن الحادي عشر، وهي الفترة التي كانت فيها الآثار المزورة شائعة.
يقتصر القبول والإيمان بالصليب الحقيقي للكنائس المسيحية المبكرة على الكنيسة الكاثوليكية والكنيسة الأرثوذكسية الشرقية والكنيسة الأرثوذكسية المشرقية وكنيسة المشرق. تختلف أساطير العصور الوسطى التي تطورت فيما يتعلق بمصدر الصليب الحقيقي بين التقليد الكاثوليكي والأرثوذكسي.

## الأصل

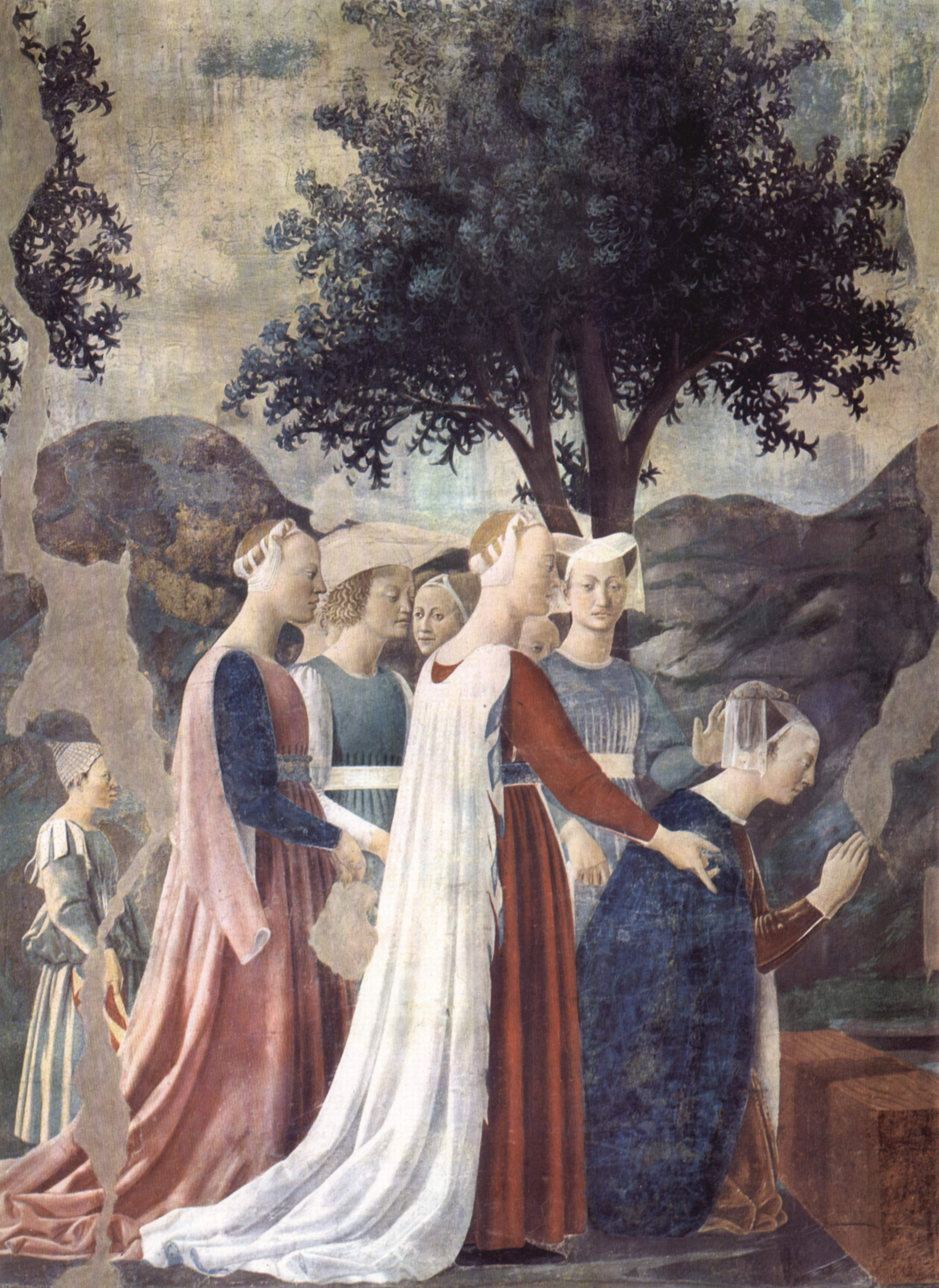
تبجل ملكة سبأ الخشب الذي سيصنع منه الصليب (لوحة جدارية من بييرو ديلا فرانشيسكا في سان فرانشيسكو، أريتسو).

### الأسطورة الذهبية
في التقاليد الناطقة باللاتينية في أوروبا الغربية، كانت قصة أصول ما قبل المسيحية للصليب الحقيقي راسخة في القرن الثالث عشر عندما سجلها جاكوبو دي فوراجين، أسقف جنوة، في الأسطورة الذهبية في عام 1260.
يحتوي الأسطورة الذهبية على عدة إصدارات من أصل الصليب الحقيقي. في كتابه حياة آدم، كتب فوراجين أن الصليب الحقيقي جاء من ثلاث أشجار نمت من ثلاث بذور من «شجرة الرحمة» التي جمعها سيث وزرعها في فم جثة آدم.
في رواية أخرى واردة في عن اختراع الصليب المقدس، وأول اختراع لهذه الكلمة، كتب فوراجين أن الصليب الحقيقي جاء من شجرة نمت من جزء من شجرة معرفة الخير والشر، أو «الشجرة التي عاشها آدم أكل من» الذي زرعه شيث على قبر آدم حيث«احتمل هناك حتى زمن سليمان». بدلاً من ذلك، وصلت إلى سليمان عن طريق موسى، الذي كانت عصاه، وداود الذي زرعها في أورشليم. لقد قطعها سليمان لتكون عارضة في هيكل سليمان، لكنها لم تجدها مناسبة في النهاية.
بعد عدة قرون، قُطعت الشجرة واستخدم الخشب لبناء جسر مرت عليه ملكة سبأ، في رحلتها لمقابلة الملك سليمان. لقد صدمتها النذير الموجود في أخشاب الجسر لدرجة أنها سقطت على ركبتيها وتبجيلها. أثناء زيارتها لسليمان، أخبرته أن قطعة من الخشب من الجسر ستؤدي إلى استبدال عهد الله مع الشعب اليهودي بأمر جديد. خوفا من تدمير شعبه في نهاية المطاف، قام سليمان بدفن الأخشاب.
بعد أربعة عشر جيلا، تم صنع الخشب المأخوذ من الجسر في الصليب المستخدم لصلب يسوع المسيح. ثم يمضي فوراجين في وصف اكتشافه من قبل هيلينا، والدة الإمبراطور قسطنطين.

#### قبول هذا التقليد
في أواخر العصور الوسطى وعصر النهضة، كان هناك قبول عام واسع لأصل الصليب الحقيقي وتاريخه قبل صلب يسوع، كما سجله الهوة. تم تأكيد هذا القبول العام من خلال العديد من الأعمال الفنية التي تصور هذا الموضوع، وبلغت ذروتها في واحدة من أشهر الدورات الجدارية في عصر النهضة، أسطورة الصليب الحقيقي لبييرو ديلا فرانشيسكا، المرسومة على جدران مذبح كنيسة سان فرانشيسكو في أريتسو بين عامي 1452 و 1466، حيث أعاد إنتاج الحلقات التقليدية للقصة بأمانة كما هو مسجل في الأسطورة الذهبية.

### المسيحية الشرقية
وفقًا للتقاليد المقدسة للكنيسة الأرثوذكسية الشرقية، تم صنع الصليب الحقيقي من ثلاثة أنواع مختلفة من الخشب: الأرز والصنوبر والسرو. هذه إشارة إلى Isaiah 60:13 : «يأتي إليك مجد لبنان، شجرة السرو والصنوبر والصندوق [السرو] معًا لتجميل مكان مقدسي، وسأقوم بعمل مكان قدمي مجيدة». يكمن الرابط بين هذه الآية والصلب في عبارة «مكان قدمي»، والتي تُفسَّر على أنها تشير إلى الدعامة (مسند القدم) التي كانت تُسمّر عليها قدمي يسوع (انظر الصليب الأرثوذكسي).  (قارن مع المفهوم اليهودي عن تابوت العهد، أو في الواقع معبد القدس، باعتباره مكانًا للراحة  ومهرجانات الحج الثلاثة المنصوص عليها، بالعبرية aliya la-regel، مضاءة صعودا إلى القدم).

### تقليد شجرة لوط الثلاثية
هناك تقليد مفاده أن الأشجار الثلاثة (الأرز والصنوبر والسرو - انظر أعلاه) التي تم بناء الصليب الحقيقي منها نمت معًا في مكان واحد. أيقونة أرثوذكسية تقليدية تصور لوط، ابن شقيق إبراهيم، يسقي الأشجار. وفقًا للتقاليد، تم استخدام هذه الأشجار لبناء الهيكل في القدس («لتجميل مكان مقدسي»). في وقت لاحق، أثناء إعادة بناء هيرودس للهيكل، تمت إزالة الخشب من هذه الأشجار من الهيكل والتخلص منه، وفي النهاية تم استخدامه لبناء الصليب الذي صلب عليه يسوع («وسأجعل مكان قدمي مجيدًا»). [محل شك]

## العثور على الصليب الحقيقي

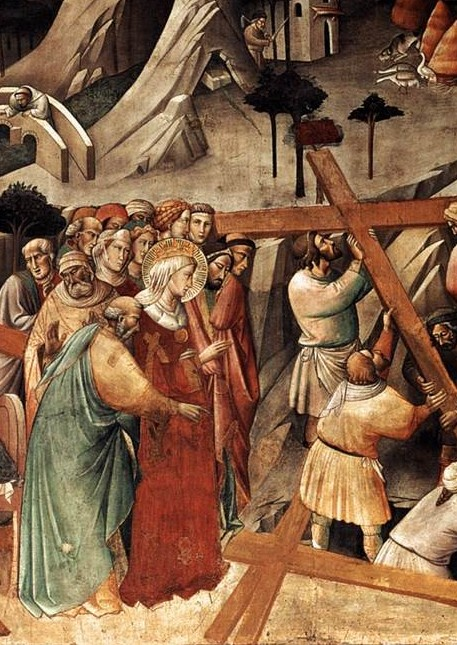
العثور على الصليب الحقيقي، Agnolo Gaddi، فلورنسا، 1380

### يوسابيوس: لم يذكر الصليب الحقيقي
يوسابيوس القيصري (توفي عام 339) الذي، خلال حياته في قسطنطين، هو المصدر التاريخي الأول والرئيسي لإعادة اكتشاف قبر يسوع وبناء أول كنيسة في الموقع، لم يذكر العثور على الصليب الحقيقي.
يصف يوسابيوس في كتابه «حياة قسطنطين» كيف أن موقع القبر المقدس، الذي كان في يوم من الأيام موقعًا للكنيسة المسيحية الأولى في القدس، قد تم تغطيته بالأرض وتم بناء معبد فينوس على القمة. على الرغم من أن يوسابيوس لا يقول الكثير، فمن المحتمل أن يتم ذلك كجزء من إعادة إعمار هادريان للقدس كمدينة وثنية جديدة، أيليا كابيتولينا، بعد 130، بعد تدمير المدينة اليهودية سابقًا في نهاية الثورة اليهودية في عام 70، وفيما يتعلق بثورة بار كوخبا من 132-135. بعد اعتناقه المسيحية، أمر الإمبراطور قسطنطين في حوالي 325-326 بالكشف عن الموقع وأمر مقاريوس، أسقف القدس، ببناء كنيسة في الموقع. يحتوي عمل يوسابيوس على تفاصيل حول هدم المعبد الوثني وإقامة الكنيسة، لكنه لا يذكر في أي مكان العثور على الصليب الحقيقي.

### بحسب سقراط سكولاستيكوس
يقدم سقراط سكولاستيكوس (من مواليد 380 م)، في كتابه «التاريخ الكنسي»، وصفًا كاملاً للاكتشاف  الذي تكراره لاحقًا سوزومين (400 - 450 م) وثيودوريت (حوالي 393 - ج. 458/466). يصف فيه كيف دمرت هيلينا أوغوستا، والدة قسطنطين المسنة، المعبد الوثني وكشف القبر، وعندها تم الكشف أيضًا عن ثلاثة صلبان وعقوبة ومسامير من صلب المسيح.  في رواية سقراط للقصة، وضع مقاريوس الصلبان الثلاثة على امرأة مريضة قاتلة. تعافت هذه المرأة عند لمسها للصليب الثالث، الذي اعتُبر علامة على أن هذا كان صليب المسيح، الرمز المسيحي الجديد. يذكر سقراط أيضًا أنه بعد أن عثر أيضًا على المسامير المقدسة (المسامير التي تم ربط المسيح بها على الصليب)، أرسلتها هيلينا إلى القسطنطينية، حيث تم دمجها في خوذة الإمبراطور ولجام حصانه.

### بحسب سوزومين
سوزومين (توفي عام 450)، في كتابه التاريخ الكنسي، يعطي أساسًا نفس رواية سقراط. ويضيف أيضًا أنه قيل (من لم يقله) إن مكان القبر «تم الكشف عنه من قبل عبري كان يعيش في الشرق، واستمد معلوماته من بعض الوثائق التي أتت إليه عن طريق الميراث الأبوي». (على الرغم من أن سوزومين نفسه يعارض هذه الرواية) وأن الشخص الميت أيضًا تم إحياؤه بلمسة الصليب. تنص النسخ الشعبية اللاحقة من هذه القصة على أن اليهودي الذي ساعد هيلينا كان اسمه جود أو يهوذا، لكنه تحول لاحقًا إلى المسيحية واتخذ اسم كيرياكوس.

### بحسب ثيودوريت

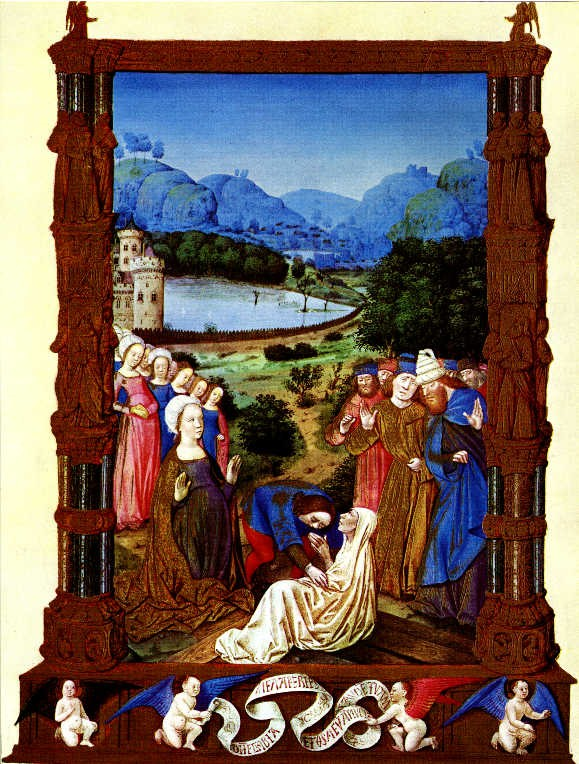
إثبات الصليب الحقيقي، جان كولومب في ساعات دوق بيري الغنية (كتاب)

Theodoret (توفي c.457) في كتابه التاريخ الكنسي الفصل السابع عشر يعطي ما يمكن أن يصبح النسخة القياسية لاكتشاف الصليب الحقيقي:
مع الصليب تم العثور أيضًا على المسامير المقدسة التي أخذتها هيلينا مع ظهرها إلى القسطنطينية. وفقًا لثيودوريت، «لقد نقلت جزءًا من صليب مخلصنا إلى القصر. أما البقية فكانت مغطاة بغطاء من الفضة، وتم تكليفها برعاية أسقف المدينة، الذي حثته على الحفاظ عليه بعناية، حتى ينتقل دون أذى إلى الأجيال القادمة».

### التقليد السرياني
حلت نسخة قديمة أخرى شهيرة من التقليد السرياني محل هيلينا بإمبراطورة وهمية من القرن الأول تُدعى بروتونيك، التي يُقال إنها زوجة الإمبراطور كلوديوس. هذه القصة، التي نشأت في الرها في 430s،  تم نقلها فيما يسمى دوكترينا آداي، والتي يعتقد أنها كتبها آداي
(آداي في النصوص السريانية)، وهو واحد من سبعين تلميذا.
أعاد السرد نسخة هيلينا إلى القرن الأول. في القصة، سافرت بروتونيكي إلى القدس بعد أن قابلت سيمون بيتر في روما. أراها جيمس، شقيق يسوع، حول المدينة، حتى اكتشفت الصليب بعد أن شفى ابنتها من مرض ما. ثم تحولت إلى المسيحية وبنيت كنيسة على الجلجثة.
بصرف النظر عن التقليد السرياني، استشهدت المصادر الأرمينية أيضًا بالنسخة البروتونية. 

### احتفال ديني داخل الكنيسة الكاثوليكية
وفقًا لكتاب القداس المريمي الروماني الكاثوليكي لعام 1955، ذهبت هيلينا إلى القدس للبحث عن الصليب الحقيقي ووجدته في 14 سبتمبر، 320. في القرن الثامن، تم نقل عيد المحقق إلى 3 مايو، وأصبح 14 سبتمبر احتفالًا بـ " تمجيد الصليب "، ذكرى انتصار هرقل على الفرس، ونتيجة لذلك تم عاد إلى القدس.

### المؤلفات
يعتبر السعي للعثور على الصليب الحقيقي أمرًا أساسيًا في رواية النسر الصعود للكاتب دان ويتفيلد. محقق من شرطة نيويورك يسافر حول العالم في محاولة لاستعادة الصليب الحقيقي من النازيين الجدد.

## ذخائر الصليب في القدس

### بعد الامبراطورة هيلانة
عُرضت الذخائر الفضية التي تُركت في بازيليك القيامة لرعاية أسقف القدس بشكل دوري على المؤمنين. في 380S راهبة اسمه إيجيريا الذي كان مسافرا على الحج وصفت التبجيل للصليب صحيح في القدس في رسالة طويلة، وسيرتيوم إيجيريا أنها أرسلت إلى مجتمعها من النساء:
ثم يوضع كرسي للأسقف في الجلجثة خلف الصليب [الليتورجي] القائم الآن؛ يجلس الأسقف على كرسيه حسب الأصول، وتوضع أمامه طاولة مغطاة بقطعة قماش من الكتان؛ يقف الشمامسة حول المائدة، ويتم إحضار تابوت من الفضة المذهبة فيه خشب الصليب المقدس. يتم فتح النعش وإخراج [الخشب]، ويتم وضع كل من خشب الصليب والعنوان على الطاولة. الآن، عندما يتم وضعه على الطاولة، فإن الأسقف، وهو جالس، يحمل أطراف الخشب المقدس بقوة في يديه، بينما يحرسه الشمامسة الذين يقفون حوله. يتم حراستها لأن العادة هي أن يأتي الناس، المؤمنون والموعزون، واحدًا تلو الآخر، وينحني على الطاولة، ويقبل الخشب المقدس ويمر من خلاله. ولأنني لا أعرف متى يقال إن شخصًا ما قضم جزءًا من الحطب المقدس وسرقه، فهو بالتالي يحرسه الشمامسة الذين يقفون حوله، خشية أن يجرؤ أي شخص يقترب على القيام بذلك مرة أخرى. وبينما يمر كل الشعب واحدًا تلو الآخر، ينحنون جميعًا، يلمسون الصليب واللقب، أولاً بجباههم ثم بأعينهم؛ ثم يقبلون الصليب ويمرون من خلاله، لكن لا أحد يمد يده عليه ليلمسه. بعد أن قبلوا الصليب وعبروا، يقف شماس ممسكًا بخاتم سليمان والقرن الذي مُسح منه الملوك؛ يقبلون القرن أيضًا وينظرون إلى الحلبة.
لم يمض وقت طويل، ولكن ربما ليس إلا بعد زيارة Egeria، فقد كان من الممكن أيضًا تكريم إكليل الشوك، والعمود الذي جُلد فيه المسيح، والرمح الذي اخترق جنبه.

### خلال الحرب الفارسية البيزنطية (614–30)
في عام 614 أزال الإمبراطور الساساني خسرو الثاني («كسرى») الجزء من الصليب الذي كان يحمل في القدس كغنيمة، بعد أن استولى على المدينة. بعد ثلاثة عشر عامًا، في عام 628، هزم الإمبراطور البيزنطي هرقل خسرو واستعاد الآثار من شهرباراز. وضع الصليب في القسطنطينية في البداية، وأعاده إلى القدس في 21 مارس 630. لا يتفق بعض العلماء مع هذه الرواية، حيث ذهب البروفيسور كونستانتين زوكرمان إلى أبعد من ذلك ليقترح أن الفرس قد فقدوا الصليب الحقيقي، وأن الخشب الموجود في وعاء الذخائر المزعوم الذي لا يزال مختومًا والذي جلبه هرقل إلى القدس عام 629 كان مزيفًا. في تحليله، صُممت الخدعة لخدمة الأغراض السياسية لكل من هرقل وخصمه السابق، الذي تحول مؤخرًا إلى حليف وشريك في القانون، الجنرال الفارسي والذي سيصبح قريبًا الملك شهربراز.

### الفاطميون والصليبيون وفقدان الصليب

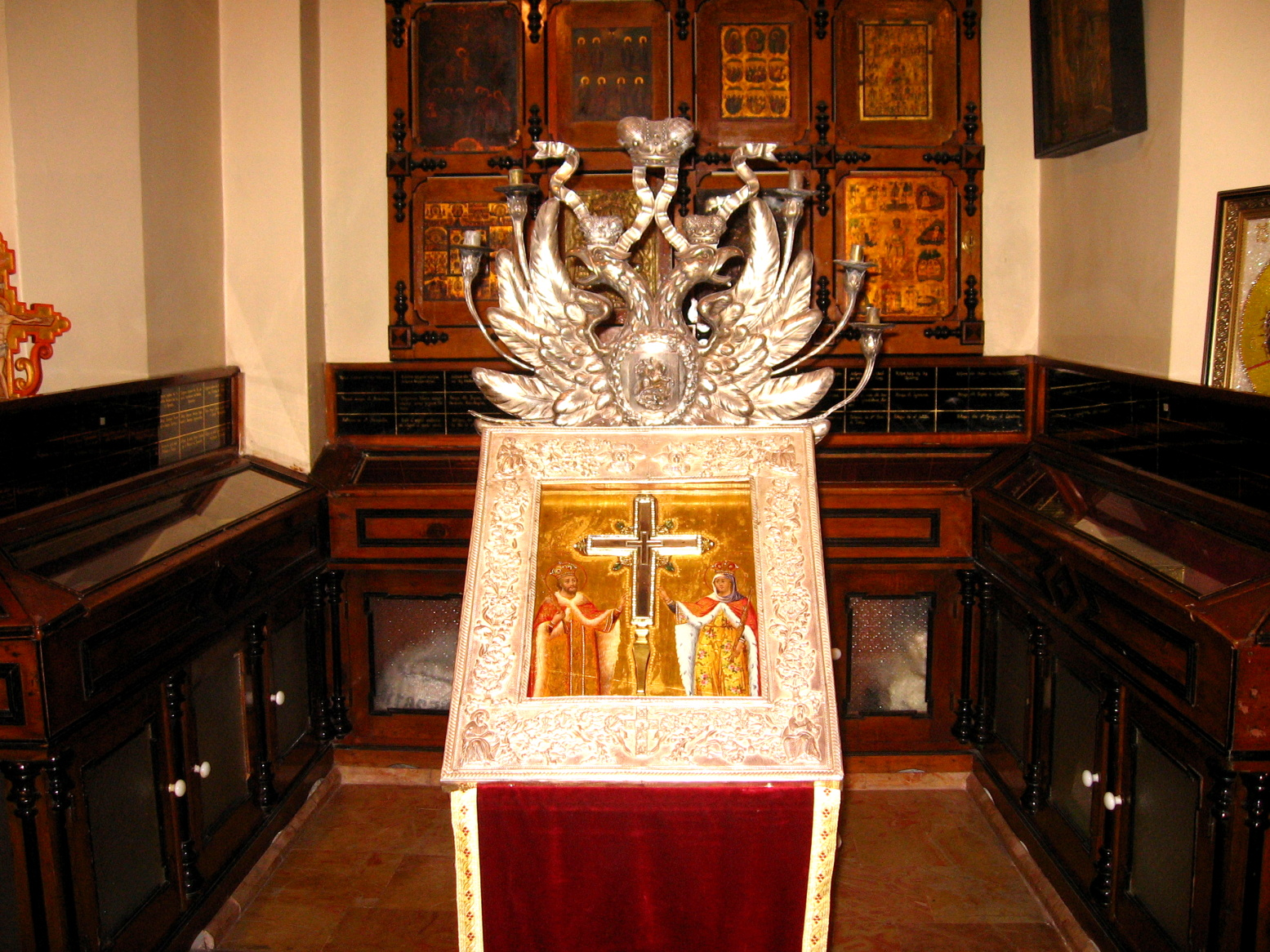
وعاء الذخائر المقدسة من الصليب الحقيقي في كنيسة القيامة، القدس

حوالي عام 1009، وهو العام الذي أمر فيه الخليفة الفاطمي الحكيم بأمر الله بتدمير كنيسة القيامة، أخفى المسيحيون في القدس جزءًا من الصليب وبقيت مخفية حتى احتل المدينة من قبل الجنود الأوروبيين. الحملة الصليبية الأولى. أرنولف مالكورن، أول بطريرك لاتيني في القدس، تعرض للتعذيب للكهنة الروم الأرثوذكس الذين كانوا بحوزتهم الصليب من أجل الكشف عن موقعه. كانت البقايا التي اكتشفها أرنولف عبارة عن قطعة صغيرة من الخشب مدمجة في صليب ذهبي، وأصبحت أكثر بقايا مقدسة في مملكة القدس اللاتينية، مع عدم وجود أي من الجدل الذي أعقب اكتشافهم لانس المقدس في أنطاكية. كانت موجودة في كنيسة القيامة تحت حماية البطريرك اللاتيني الذي سار معها أمام الجيش قبل كل معركة.
بعد أن قدم ملك القدس بالدوين الأول للملك سيغورد الأول ملك النرويج منشقة من الصليب الحقيقي بعد الحملة الصليبية النرويجية عام 1110، استولى صلاح الدين على الصليب خلال معركة حطين عام 1187، بينما كان بعض الحكام المسيحيين، مثل ريتشارد قلب الأسد،  سعى الإمبراطور البيزنطي إسحاق الثاني أنجيلوس وتامار، ملكة جورجيا، إلى فدائها من صلاح الدين،  إعادة الصليب.
في عام 1219، قدم الكامل الصليب الحقيقي لفرسان الهيكل مقابل رفع الحصار عن دمياط. لم يسلم الصليب أبدًا لأن الكامل لم يكن بحوزته في الواقع. بعد ذلك اختفى الصليب من السجلات التاريخية. شوهد الصليب الحقيقي لآخر مرة في مدينة دمشق.

### بقايا الحالي
تقدم الكنيسة الأرثوذكسية اليونانية حاليًا بقايا صغيرة من الصليب الحقيقي تظهر في الخزانة اليونانية عند سفح الجلجثة، داخل كنيسة القيامة. الكنيسة السريانية الأرثوذكسية لديها أيضا بقايا صغيرة من الصليب الحقيقي في دير القديس مرقس بالقدس. الكنيسة الرسولية الأرمنية لديها أيضا قطعة صغيرة من الصليب الحقيقي. وفقًا للكتاب الإثيوبي، ميتشيفا تيفوت، فإن كنيسة التوحيد الإثيوبية الأرثوذكسية لديها كامل بقايا الصليب نفسها في كنيسة القديس ماري في جبل جيشن المر.

## تشتيت الاثار
نقش 359، عثر عليه في تيكستر، في حي سطيف في موريتانيا (في الجزائر اليوم)، قيل إنه يذكر، في تعداد الآثار، جزء من الصليب الحقيقي، وفقًا لمدخل في الرومان منوعات.
كسرت شظايا الصليب ووزعت القطع على نطاق واسع. في عام 348، في إحدى تعاليمه، لاحظ كيرلس القدس أن «الأرض كلها مليئة بآثار صليب المسيح»،  وفي أخرى، «يشهد خشب الصليب المقدس، الذي يُرى بيننا إلى يومنا هذا، ومن هذا المكان الآن يكاد يملأ العالم كله، بواسطة أولئك الذين يأخذون منه أجزاءً منه في الإيمان». يشهد حساب Egeria على مدى تقدير هذه الآثار من الصلب. يروي القديس يوحنا الذهبي الفم أن أجزاء من الصليب الحقيقي كانت محفوظة في ذخائر من ذهب، «يرتديها الناس بإحترام». حتى نقشتان لاتينية حوالي 350 من الجزائر اليوم تشهدان على الاحتفاظ بجزيئات الصليب الصغيرة وإعجابها. حوالي عام 455، أرسل بطريرك القدس جوفينال إلى البابا ليو الأول قطعة من «الخشب الثمين»، وفقًا لرسائل البابا لاوون. تم نقل جزء من الصليب إلى روما في القرن السابع من قبل البابا سرجيوس الأول، الذي كان من أصل بيزنطي. يقول نقش في كنيسة فيليكس في نولا، التي بناها الأسقف باولينوس في بداية القرن الخامس، «في الجزء الصغير قوة الصليب كله». تم إدخال الجسيم المتقاطع في المذبح.
تذكر القصيدة الإنجليزية القديمة حلم الرود اكتشاف الصليب وبداية تقليد تبجيل بقاياها. يتحدث الأنجلو ساكسوني كرونيكل أيضًا عن تلقي الملك ألفريد جزءًا من الصليب من البابا مارينوس (انظر: أنال ألفريد العظيم، عام 883). على الرغم من أنه من الممكن، إلا أن القصيدة لا تحتاج إلى الإشارة إلى هذه البقايا المحددة أو أن تكون هذه الحادثة هي سبب تكوينها. ومع ذلك، هناك مصدر لاحق يتحدث عن وصية «الصليب المقدس» في دير شافتسبري في دورست. أسس الملك ألفريد دير شافتسبري، مدعومًا بجزء كبير من أموال الدولة ومنح إلى ابنته عندما كان على قيد الحياة - من المتصور أنه إذا تلقى ألفريد هذه الآثار حقًا، فربما يكون قد أعطاها للعناية الراهبات في شافتسبري.
جاءت معظم الآثار الصغيرة جدًا للصليب الحقيقي في أوروبا من القسطنطينية. تم الاستيلاء على المدينة ونهبها من قبل الحملة الصليبية الرابعة في عام 1204: «بعد احتلال مدينة القسطنطينية تم العثور على ثروة لا تقدر بثمن: جواهر ثمينة بشكل لا يضاهى وجزء من صليب الرب، الذي نقلته هيلينا من القدس و [الذي] كان مزينة بالذهب والمجوهرات الثمينة. هناك نال [أعلى] إعجاب. تم نحتها من قبل الأساقفة الحاليين وتم تقسيمها مع قطع أثرية أخرى ثمينة للغاية بين الفرسان؛ وبعد عودتهم إلى الوطن، تم التبرع به للكنائس والأديرة». فارس روبرت دى كلاري كتب: «في غضون تم العثور على هذه الكنيسة العديد من الاثار الثمينة، عليها فيه تم العثور على قطعتين من الصليب الحقيقي، سميكة مثل ساق الرجل وسبر الغور في الطول.» 
بحلول نهاية العصور الوسطى، ادعت العديد من الكنائس أنها تمتلك قطعة من الصليب الحقيقي، ومن المعروف أن جون كالفين قد لاحظ أن هناك ما يكفي من الخشب لملء سفينة:
يتعارض مع هذا الاكتشاف الذي توصل إليه تشارلز روهولت دي فلوري، الذي قام، في كتابه أطروحة عن أدوات العاطفة (Mémoire sur les Instruments de la Passion) لعام 1870، بدراسة الآثار في إشارة إلى انتقادات كالفن وإيراسموس. لقد وضع كتالوجًا لجميع الآثار المعروفة للصليب الحقيقي يوضح أنه، على الرغم مما ادعى العديد من المؤلفين، فإن شظايا الصليب التي تم تجميعها مرة أخرى لن تصل إلى ثلث شظايا الصليب الذي كان من المفترض أنه كان 3 أو 4 متر (9.8 أو  13.1 قدم)، مع فرع عرضي 2 متر (6.6 قدم)، النسب ليست غير طبيعية على الإطلاق. حسبه: لنفترض أن الصليب كان من خشب الصنوبر (بناءً على تحليله المجهري للشظايا) 0.178 متر مكعب (6.286 قدم3). يبلغ الحجم الإجمالي المعروف للآثار المعروفة للصليب الحقيقي، وفقًا 0.004 متر مكعب (0.141 قدم3) (بشكل أكثر تحديدًا 3942000 ملم مكعب)، مما يترك حجمًا قدره 0.174 متر مكعب (6.145 قدم3)، ما يقرب من 98٪، مفقودة أو مدمرة أو لم يتم احتساب مصيرها بأي طريقة أخرى.
أربع جسيمات متقاطعة - من عشر جسيمات مع إثباتات وثائقية باقية من قبل الأباطرة البيزنطيين - من الكنائس الأوروبية، أي تم فحص كل من سانتا كروتش في روما وكارافاكا دي لا كروز ونوتردام وباريس وكاتدرائية بيزا وكاتدرائية فلورنسا مجهريًا. «القطع جاءت كلها من الزيتون». من المحتمل أن تكون العديد من القطع المزعومة من الصليب الحقيقي مزيفة، تم إنشاؤها بواسطة تجار مسافرين في العصور الوسطى، حيث كانت هناك تجارة مزدهرة في الآثار المصنعة.[بحاجة لمصدر]
يلاحظ جيراسيموس سميرناكيس  أن الجزء الأكبر الباقي، البالغ 870.760 مليمتر مكعب، محفوظ في دير كوتلوموسو (Koutloumousiou) على جبل آثوس، ويذكر أيضًا الآثار المحفوظة في روما (تتكون من 537.587 مليمتر مكعب)، في بروكسل (516,090 مليمتر مكعب)، في البندقية (445,582 مليمتر مكعب)، في غينت (436,450 مليمترًا مكعبًا) وفي باريس (237,731 مليمترًا مكعبًا). (للمقارنة، سيكون الحجم الجماعي لأكبر مجموعات الشظايا هذه مكافئًا لمكعب أقل بقليل من 4 بوصة (10 سـم) لكل جانب، في حين أن أصغرها سيكون لها بعد مكعب مكافئ يبلغ حوالي 2.5 بوصة (6.4 سـم) لكل جانب. أرقام الحجم التي قدمها سميرناكيس لهذه الأشياء - ستة أرقام مهمة وللمليمتر المكعب - هي بلا شك نتيجة لضرب أرقام تقريبية قليلاً ولا ينبغي اعتبارها تدل على دقة علمية من الدرجة الأولى في كتاب كتب منذ أكثر من قرن.)
يقال أيضًا أن سانتو توريبيو دي لييبانا في إسبانيا تحتوي على أكبر هذه القطع وهي واحدة من أكثر مواقع الحج الرومانية الكاثوليكية زيارة. في آسيا، المكان الوحيد الذي يقع فيه الجزء الآخر من الصليب الحقيقي هو دير تارلاك في سان خوسيه، تارلاك، الفلبين.
تزعم كنيسة التوحيد الإثيوبية الأرثوذكسية أن الجناح الأيمن للصليب الحقيقي مدفون في دير جيشان مريم. تقيم كنيسة التوحيد الأرثوذكسية الإثيوبية عطلة دينية سنوية، تسمى ميسكل أو دميرا، إحياءً لذكرى اكتشاف الملكة هيلانة للصليب الحقيقي. يحدث ميسكل في 17 ميسكيم في التقويم الإثيوبي (27 سبتمبر، التقويم الغريغوري، أو 28 سبتمبر في سنوات كبيسة). «ميسكل» (أو «ميسكال» أو «ميسكيل»؛ هناك طرق مختلفة للترجمة الصوتية من الجعيز إلى النص اللاتيني) هي الجعيز لكلمة «الصليب».

يُعرف المهرجان باسم عيد تمجيد الصليب المقدس في الكنائس الأرثوذكسية والكاثوليكية والبروتستانتية الأخرى. تحتفل الكنائس التي تتبع التقويم الغريغوري بالعيد في 14 سبتمبر.

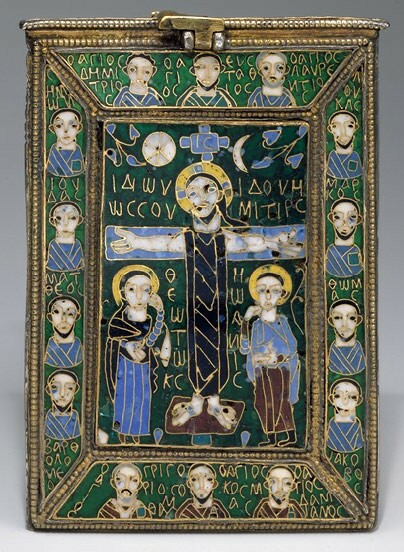
وعاء من الفضة المطلي بالمينا للصليب الحقيقي من القسطنطينية، ج. 800
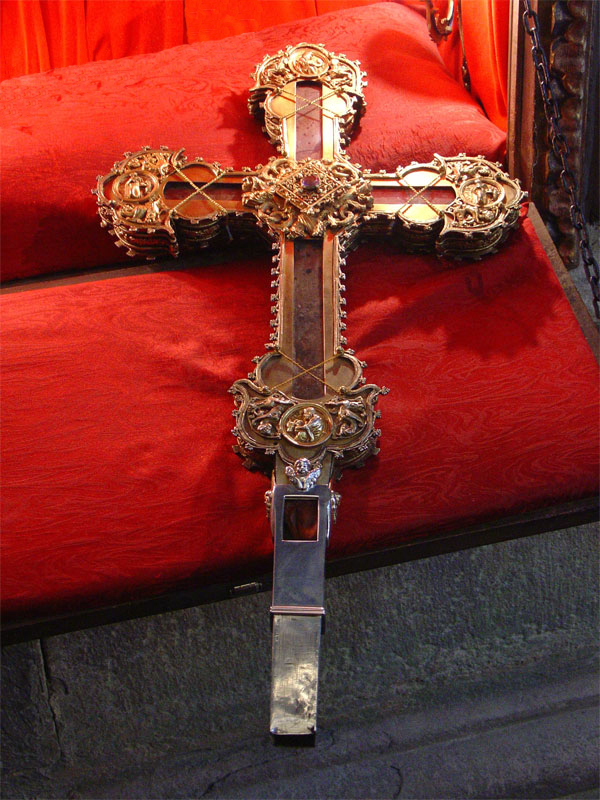
توجد واحدة من أكبر الأجزاء المزعومة من الصليب الحقيقي في دير سانتو توريبيو دي لييبانا في إسبانيا (الصورة بواسطة FJ Díez Martín)
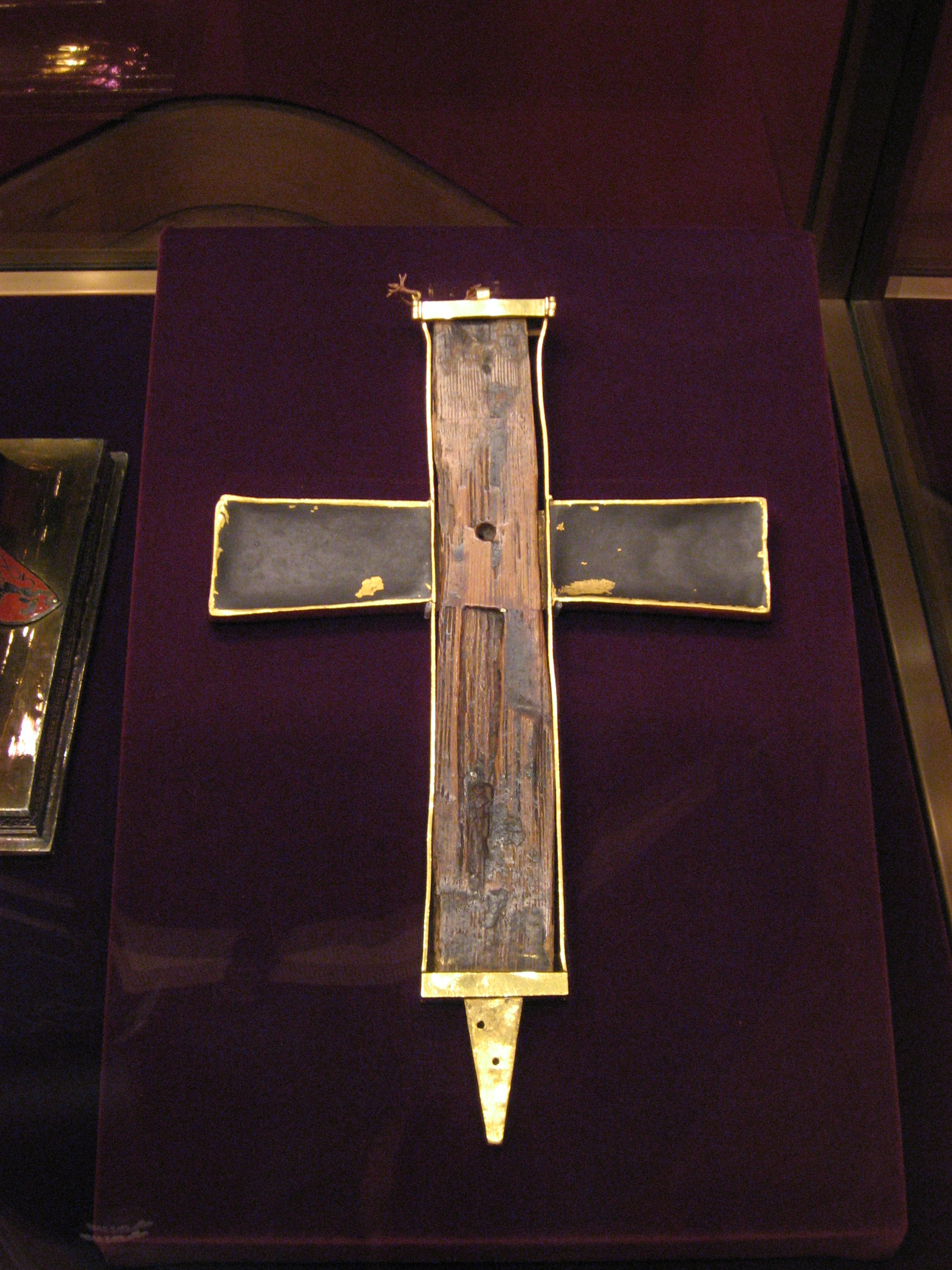
كروزبارتكل أو جزء من الصليب الحقيقي في وزارة الخزانة الإمبراطورية، فيينا
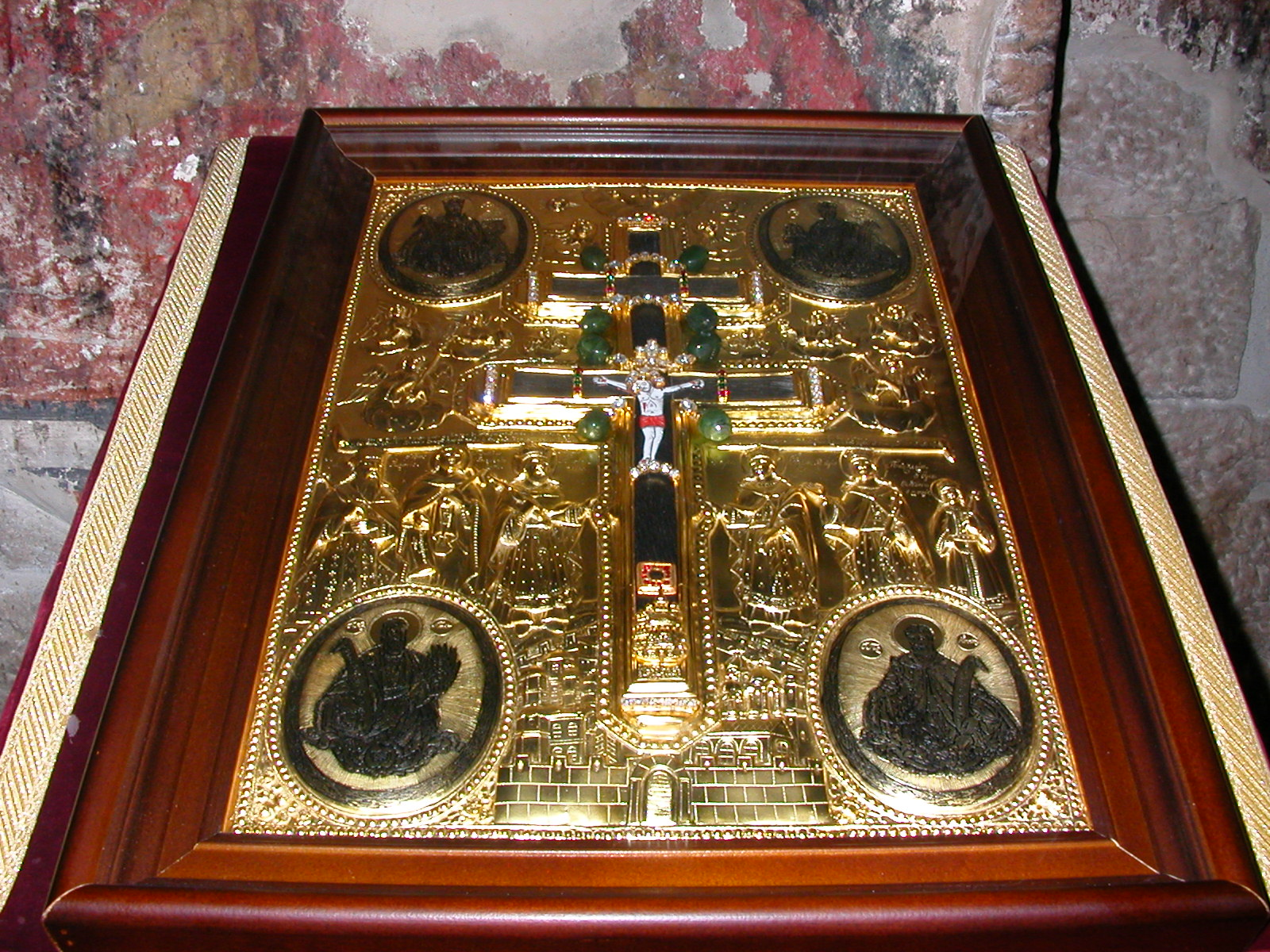
شظايا من الصليب الحقيقي في دير الصرب الأرثوذكس في الديسان العالي في كوسوفو

## تبجيل

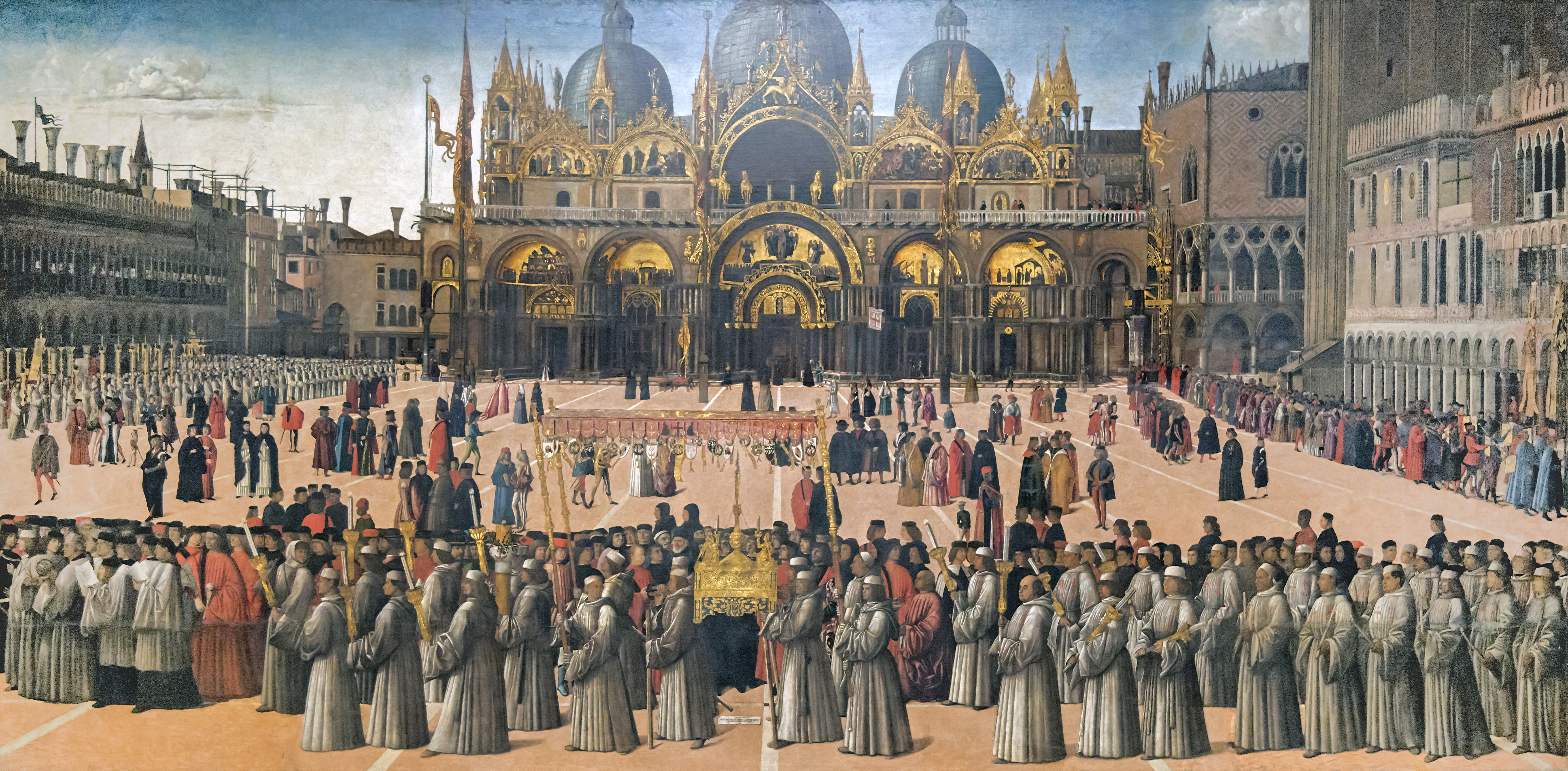
أحد بقايا الصليب الحقيقي يُحمل في موكب عبر ساحة سان ماركو، البندقية. جنتيلي بيليني القرن الخامس عشر.

كتب القديس يوحنا الذهبي الفم عظات على الصلبان الثلاثة:
تحتفل الكنيسة الكاثوليكية، والكنيسة الأرثوذكسية الشرقية، والكنيسة الأرثوذكسية الشرقية، والطائفة الأنجليكانية، وعدد من الطوائف البروتستانتية، بعيد تمجيد الصليب في 14 سبتمبر، ذكرى تكريس كنيسة القيامة. في القرون اللاحقة، تضمنت هذه الاحتفالات أيضًا إحياء ذكرى إنقاذ الصليب الحقيقي من الفرس عام 628. في الاستخدام الجاليكي، بدءًا من القرن السابع تقريبًا، تم الاحتفال بعيد الصليب في 3 مايو. وفقًا للموسوعة الكاثوليكية، عندما تم الجمع بين الممارسات الجاليكية والرومانية، تم استخدام تاريخ سبتمبر، الذي تبنى الفاتيكان الاسم الرسمي له «انتصار الصليب» في عام 1963، لإحياء ذكرى الإنقاذ من الفرس وتاريخ مايو كان احتفظت باسم «اختراع الصليب الحقيقي» لإحياء ذكرى الاكتشاف. غالبًا ما يشار إلى تاريخ سبتمبر في الغرب باسم يوم الصليب المقدس؛ تم حذف تاريخ مايو (انظر أيضًا رودماس.) من التقويم الليتورجي للكنيسة الكاثوليكية في عام 1960 عندما تم إصلاح كتاب الادعيه الروماني من قبل البابا يوحنا الثالث والعشرون. لا يزال الأرثوذكس يحيون ذكرى كلا الحدثين في 14 سبتمبر، أحد الأعياد الإثني عشر الكبرى للسنة الليتورجية، وموكب خشب الصليب الموقر في 1 أغسطس، وهو اليوم الذي سيتم فيه نقل رفات الصليب الحقيقي عبر شوارع القسطنطينية لمباركة المدينة.
بالإضافة إلى الاحتفالات في الأيام الثابتة، هناك أيام معينة من الدورة المتغيرة عند الاحتفال بالصليب. الكنيسة الكاثوليكية لديها عبادة رسمية للصليب خلال قداس الجمعة العظيمة. في الكنائس الأرثوذكسية الشرقية في كل مكان، يتم جلب نسخة طبق الأصل من الصليب في موكب أثناء صلوات الفجر من العظمى والجمعة المقدسة للشعب لتعظيمه. يحتفل الأرثوذكس أيضًا بتكريم إضافي للصليب في يوم الأحد الثالث من الصوم الكبير.

## معرض الصور

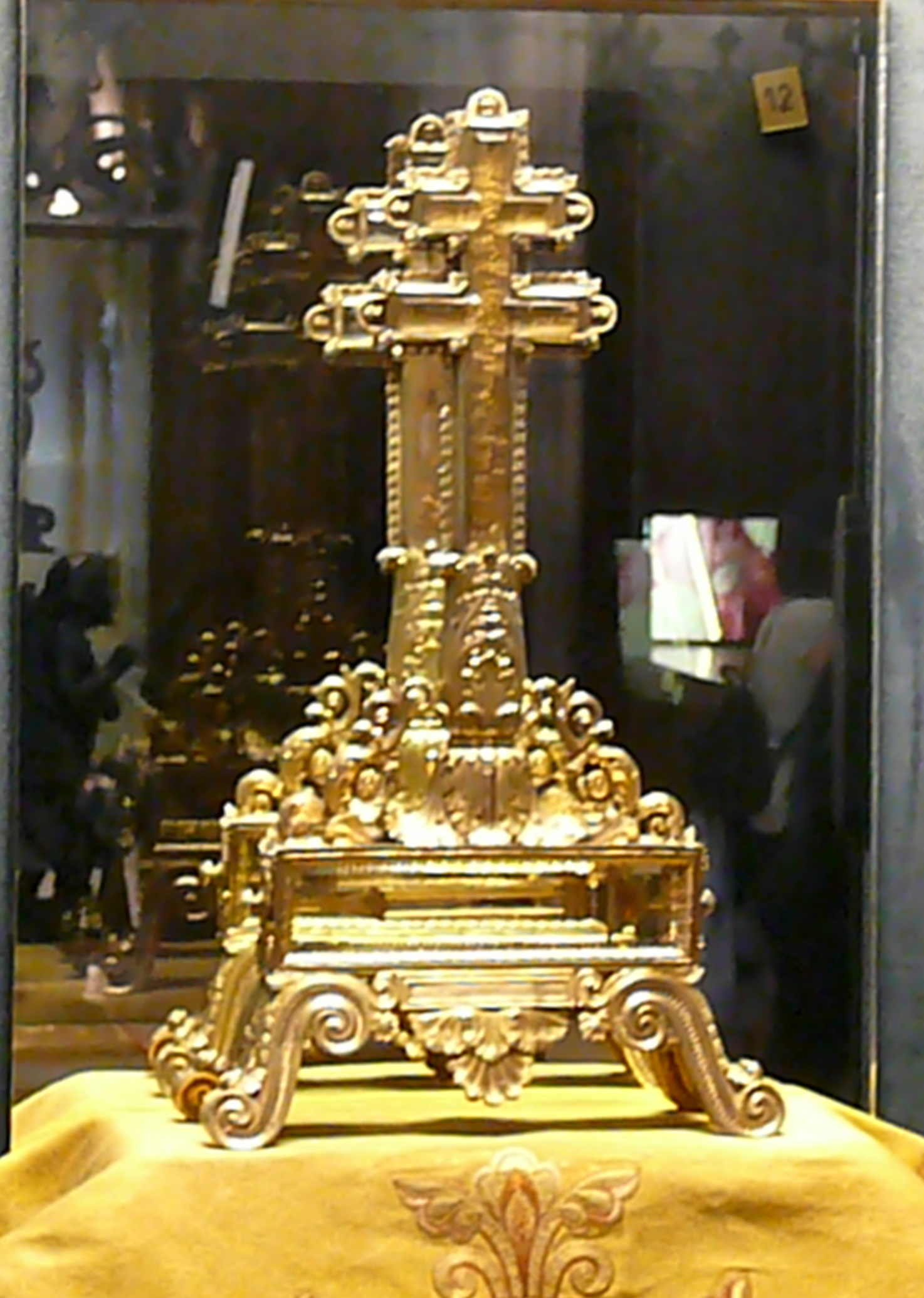
الإغاثة من الصليب الحقيقي في نوتردام دي باريس
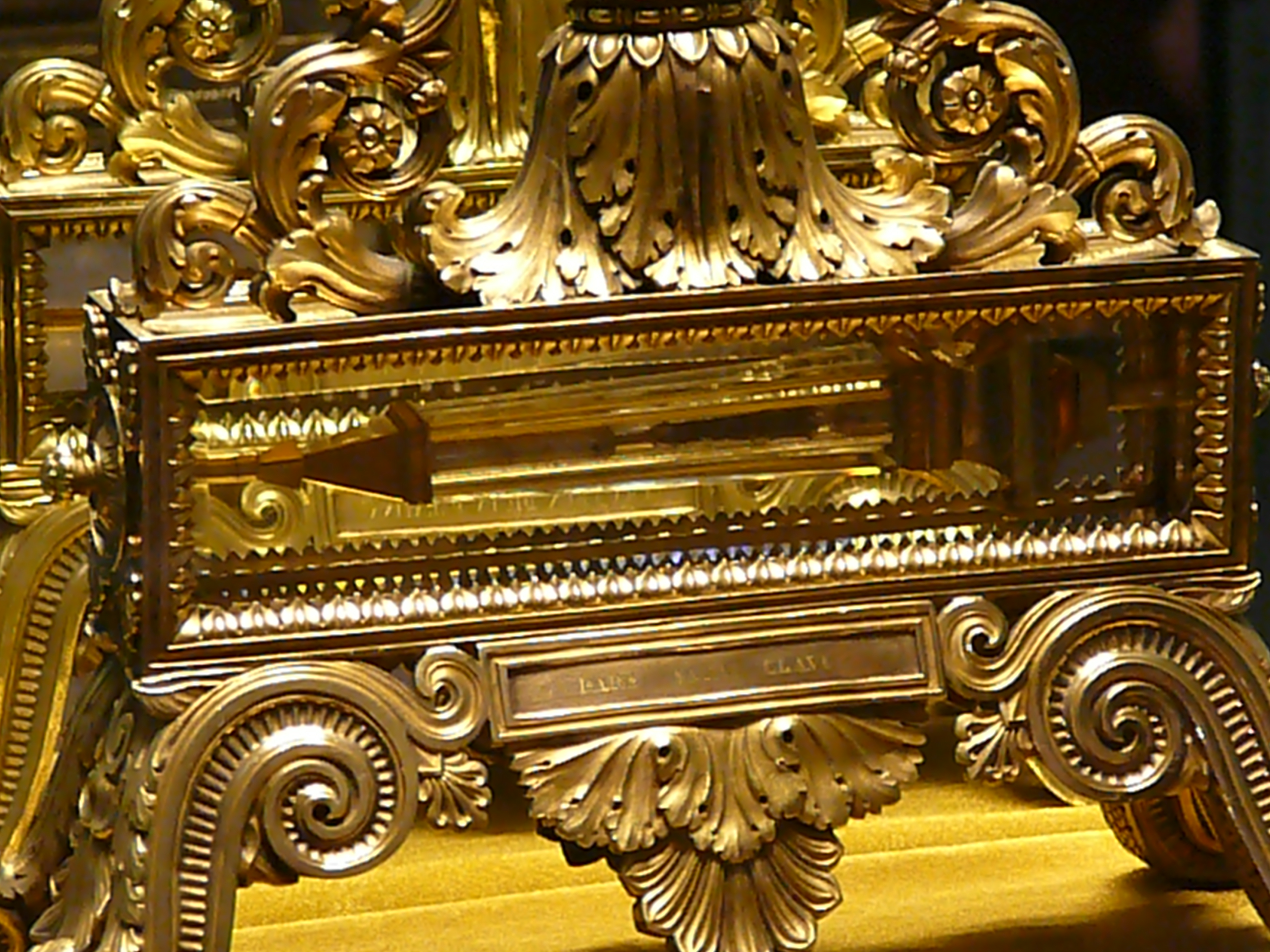
قاعدة الذخائر من الصليب الحقيقي ومسمار الصلب. نوتردام - باريس.
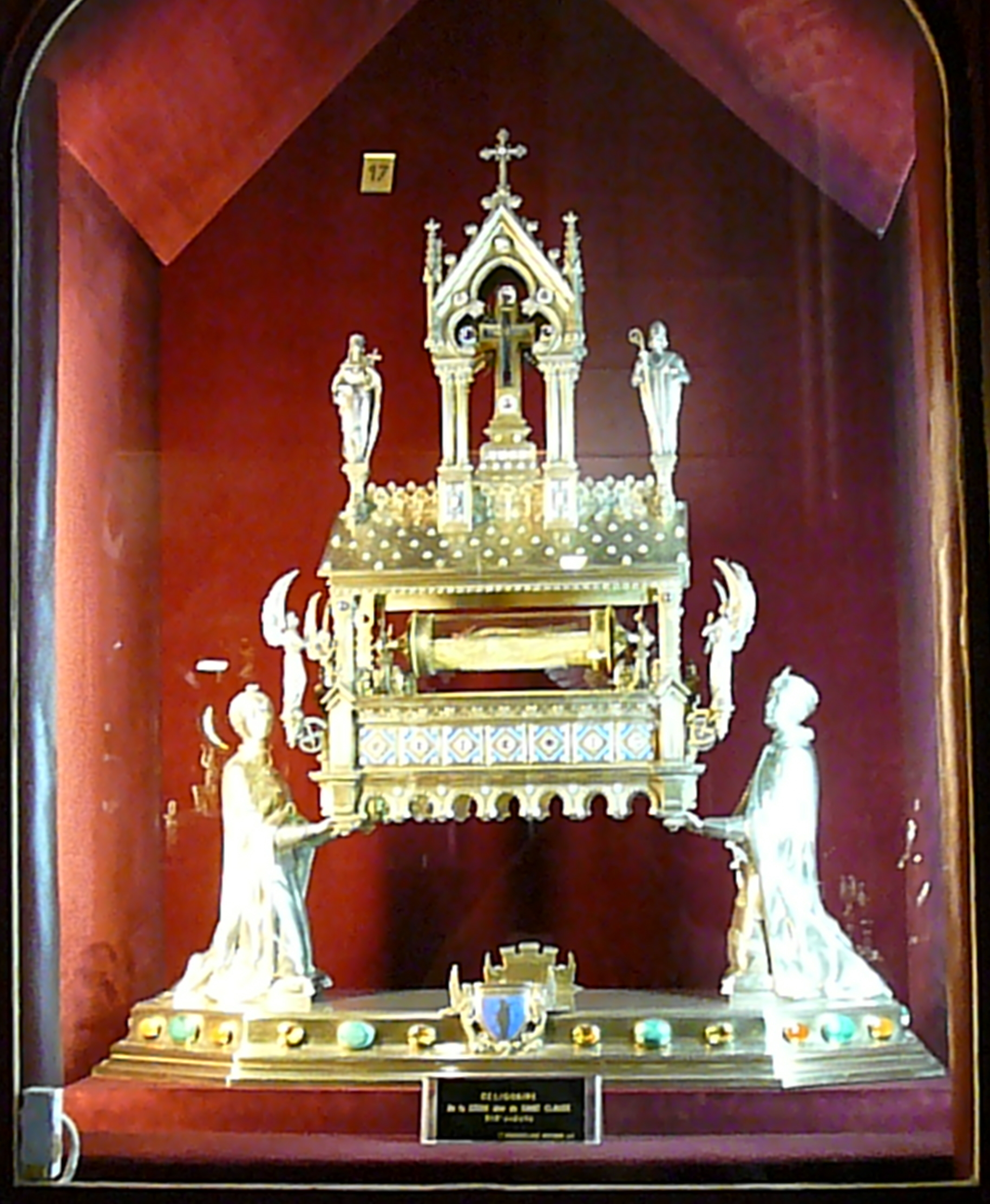
الإغاثة من الصليب الحقيقي ومسمار الصلب. نوتردام - باريس.
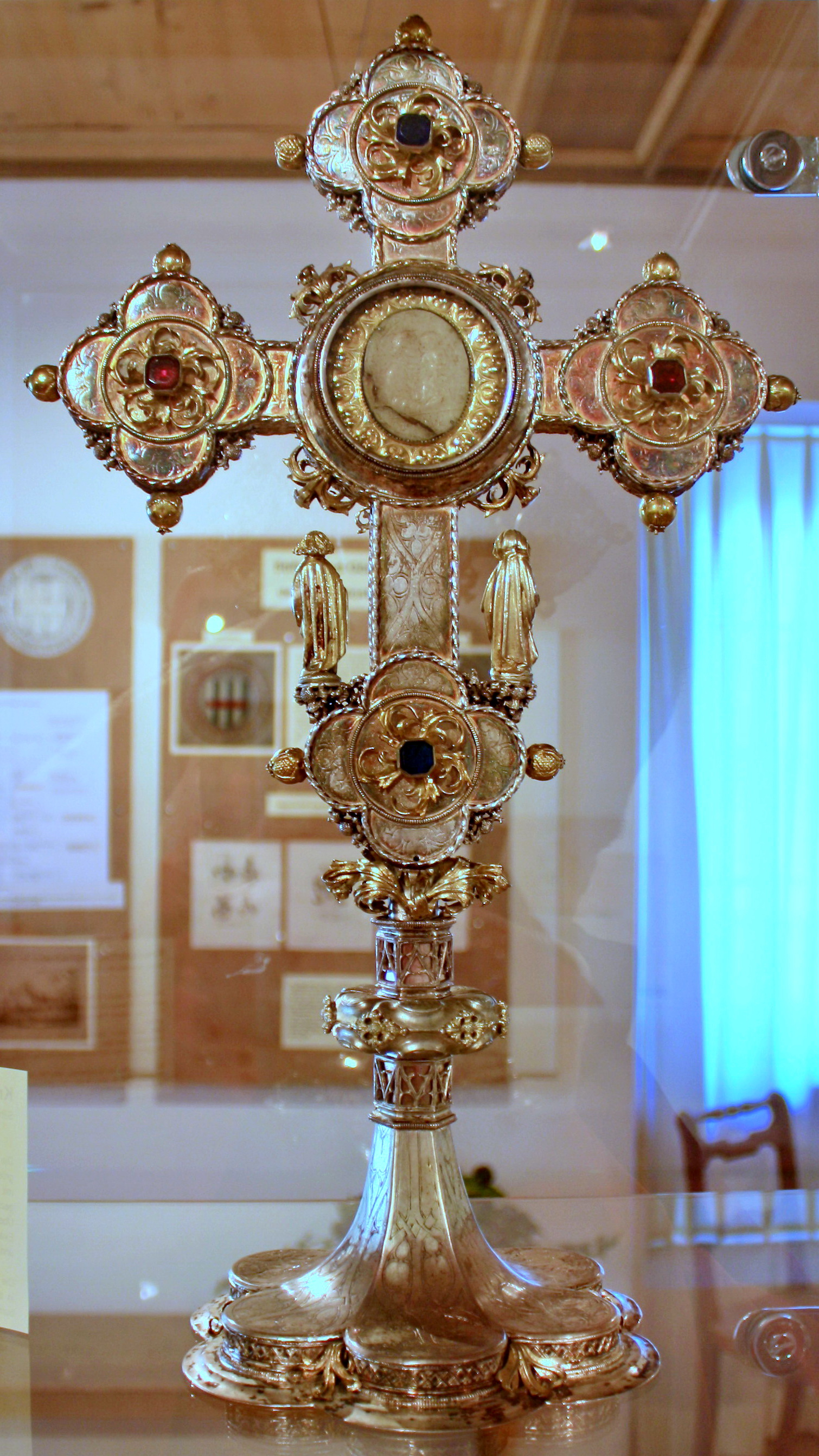
جزء من خزانة دير روتي في سويسرا.
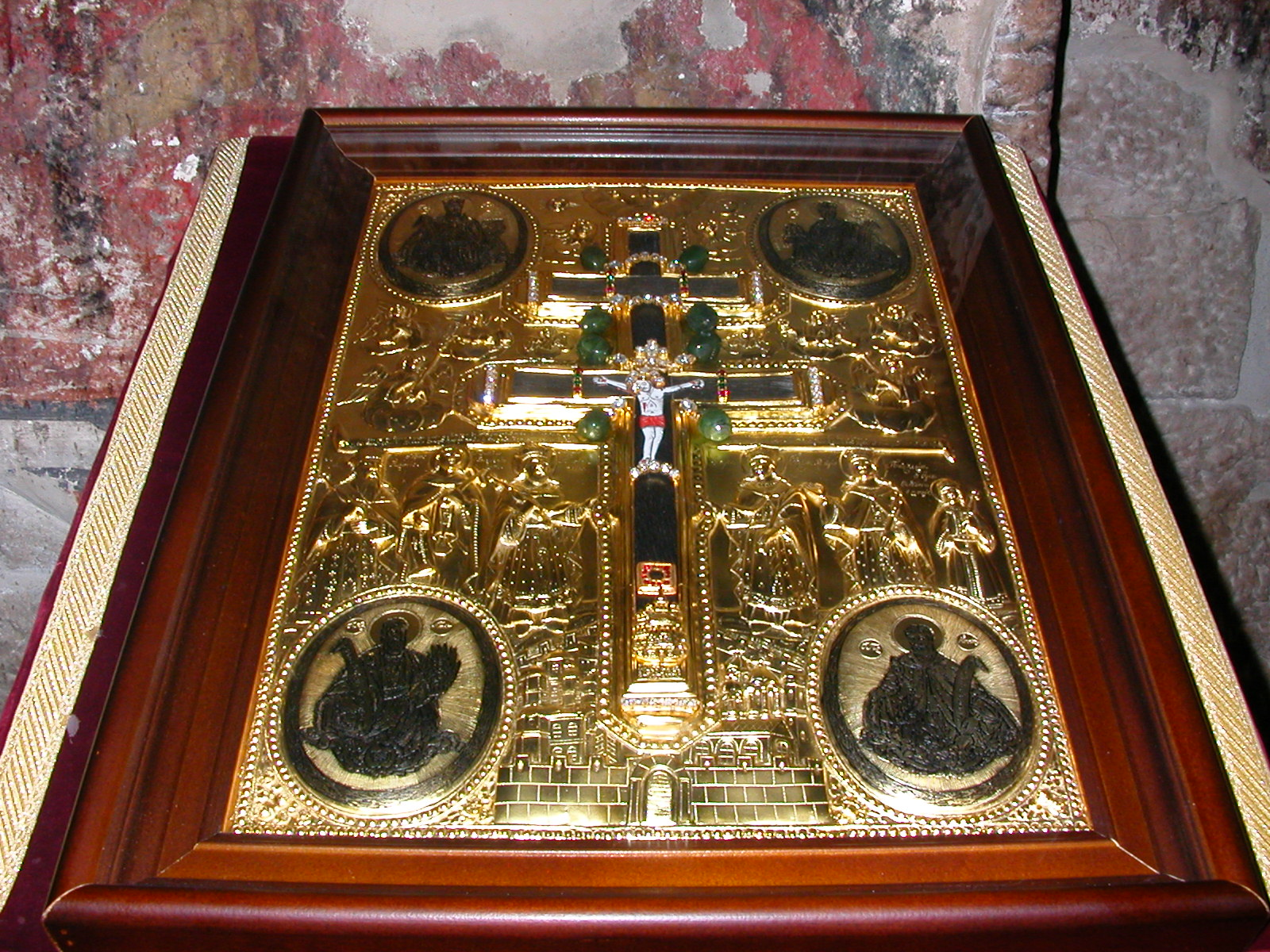
الصليب الحقيقي في الديسان العالي، كوسوفو
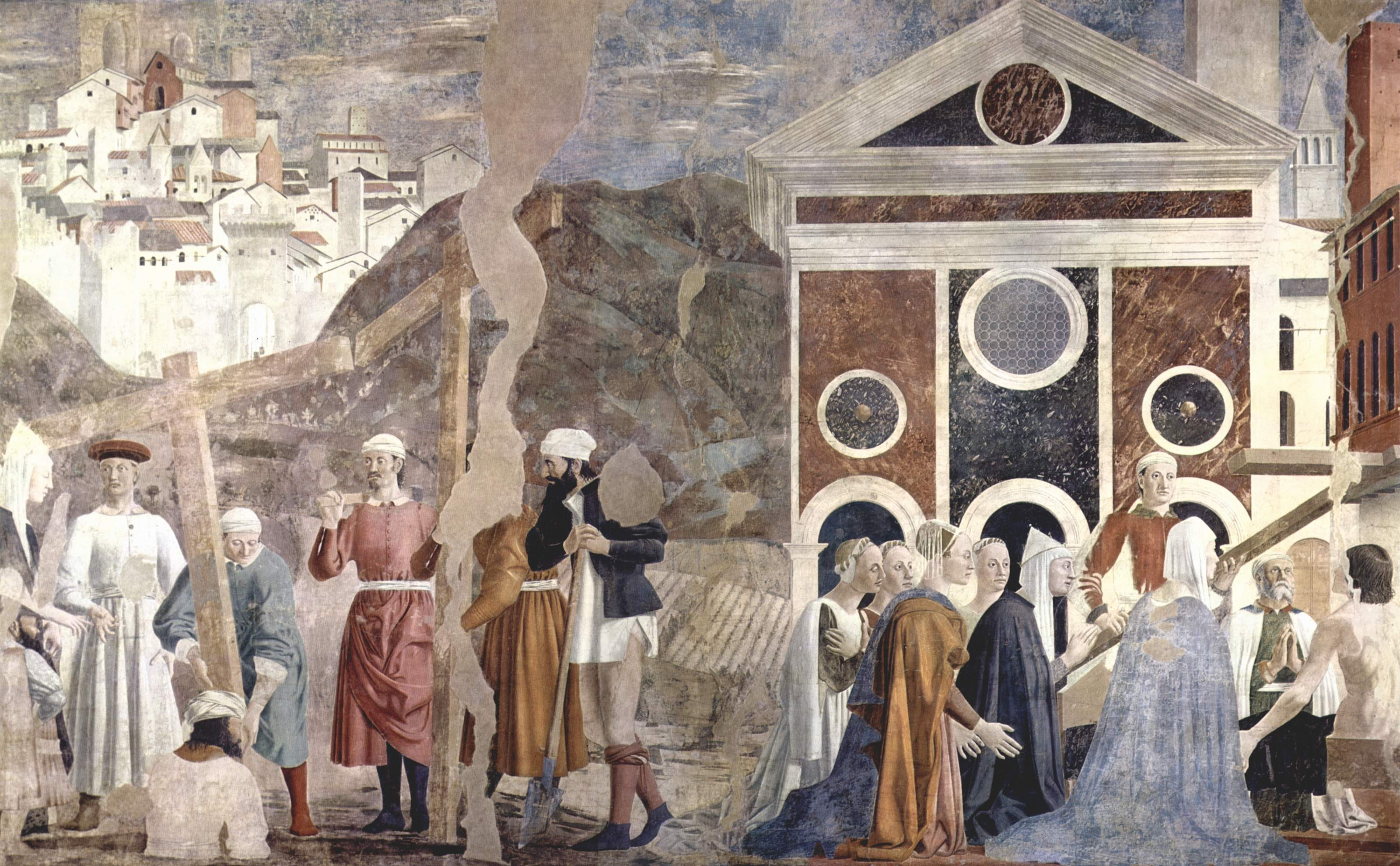
تم اكتشاف الصلبان الثلاثة. الشاب المصاب يشفي بواسطة الصليب الحقيقي. لوحات جدارية من القرن الخامس عشر في كنيسة كنيسة سان فرانسيسكو، أريزو لبييرو ديلا فرانشيسكا.